# FutureLearn
FutureLearn ist eine Web-Plattform, auf der zahlreiche Anbieter Online-Bildungskurse anbieten.

## Entstehung
Die Plattform wurde im Dezember 2012 von der Open University gegründet. Elf weitere britische Universitäten waren Gründungspartner: University of Birmingham, University of Bristol, Cardiff University, University of East Anglia, University of Exeter, King’s College London, Lancaster University, University of Leeds, University of Southampton, University of St Andrews und University of Warwick. Die Gründung wurde als „Abwehrkampf“ (engl.: fight back) bezeichnet, damit sich die britischen Bildungseinrichtungen auf dieser Grundlage im Bereich der offenen Massen-Online-Kurse (Massive Open Online Courses; MOOC) engagieren können.
Das Angebot ging im Oktober 2013 online. Im November 2019 vermeldete FutureLearn, dass die Anzahl von 10 Millionen Lernenden erreicht sei und 2400 unterschiedliche Kurse angeboten werden.
Nach Angaben der Financial Times war FutureLearn die erste Plattform, die es Studierenden ermöglicht, vom Smartphone oder Tablet aus an den führenden UK-Universitäten in einem Diplomstudiengang zu studieren.
Im Mai 2019 gab FutureLearn bekannt, dass das australische Unternehmen SEEK Ltd. 50 Millionen Pfund in die Plattform investieren wird und dafür einen 50-Prozent-Anteil an dem Unternehmen erhalten wird. Seitdem gehört das Unternehmen anteilig der Open University und der Seek Group.

## Betriebsmodell
FutureLearn erstellt selbst keine Kurse, sondern arbeitet hierfür mit Bildungsanbietern wie Universitäten, Institutionen, Unternehmen und staatliche Einrichtungen zusammen. Diese Partner erstellen sämtliche Inhalte, während FutureLearn die Plattform betreibt, die Inhalte verwaltet und online bereitstellt.
Die Teilnahme an den Kursen ist unentgeltlich, jedoch wird für das Ausstellen von Zertifikaten mit Identitätsüberprüfung ein Entgelt erhoben.

## Partner
FutureLearn hat Partnerschaften mit vielen Bildungsanbietern geschlossen, darunter 80 Universitäten, 6 Exzellenzzentren an Universitäten, 48 Organisationen und 30 assoziierte Partner (Stand: Januar 2020). Zu den Partneruniversitäten zählen neben vielen britischen Universitäten auch die Universität Basel und aus Frankreich die École nationale de l’aviation civile, das Institut Supérieur de l’Aéronautique et de l’Espace und die Grenoble École de Management.

## Kurse
FutureLearn bietet u. a. Kurse in Luftfahrt, Informatik, Medizin und Biologie, Sozial- und Geisteswissenschaften, Kunst, Mathematik und Statistik, Wirtschaft und Finanzen an. Es werden der Plattform neue Partnerschaften und Kurse hinzugefügt.